# 武安镇 (南漳县)
武安镇是中国湖北省襄樊市南漳县下辖的一个镇。武安镇是在2001年乡镇机构改革时由原武安镇、安集镇、刘集镇合并而成的新建制镇，全镇总人口11.4万人，农业人口7.8万人，土地面积398平方公里。秦将白起的封地就在武安镇附近，因为白起的封号为武安君，故而名之武安镇。

## 教育
- 高中：南漳二中
- 初中：武安镇初级中学
- 小学：西关小学、东关小学